# Jesus to a Child
"Jesus to a Child" é uma canção composta e executada por George Michael. Foi lançada em seu álbum Older, de 1996.
A canção é um tributo ao brasileiro Anselmo Feleppa, com quem o músico teve um relacionamento e que faleceu com hemorragia cerebral relacionada à Aids.